# Pratt & Whitney PW4000

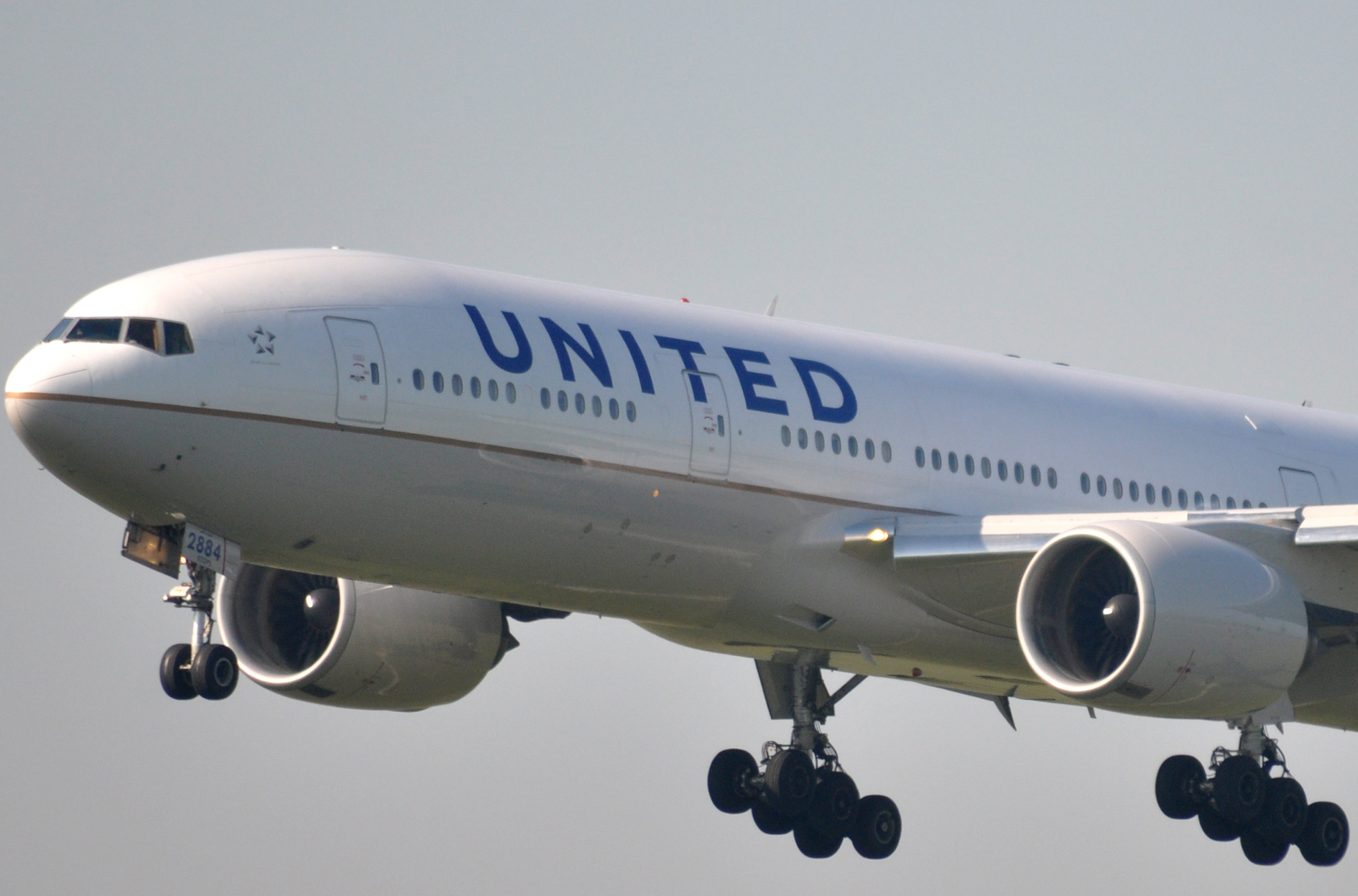
Das PW4000 an einer Boeing 777

Die Triebwerke der Serie Pratt & Whitney PW4000 sind Turbofan- oder auch Mantelstromtriebwerke mit hohem Nebenstromverhältnis. Die Baureihe wurde von der Firma Pratt & Whitney Anfang der 1980er-Jahre als Nachfolger der Serie JT9D für den Einsatz an Großraumflugzeugen entwickelt und flog erstmals 1987 im kommerziellen Betrieb.
Mittlerweile gliedert sich die Serie in die drei Untertypen PW4000-94, PW4000-100 und PW4000-112, wobei die Ziffern nach dem Strich den Durchmesser des Fan in Inch bezeichnen. In der Vermarktung wird jedoch die Schubkraft im Namen angegeben, z. B. PW4084 für die Variante PW4000-112 mit 84.000 lbf (374 kN) Schub.

## Einsatz

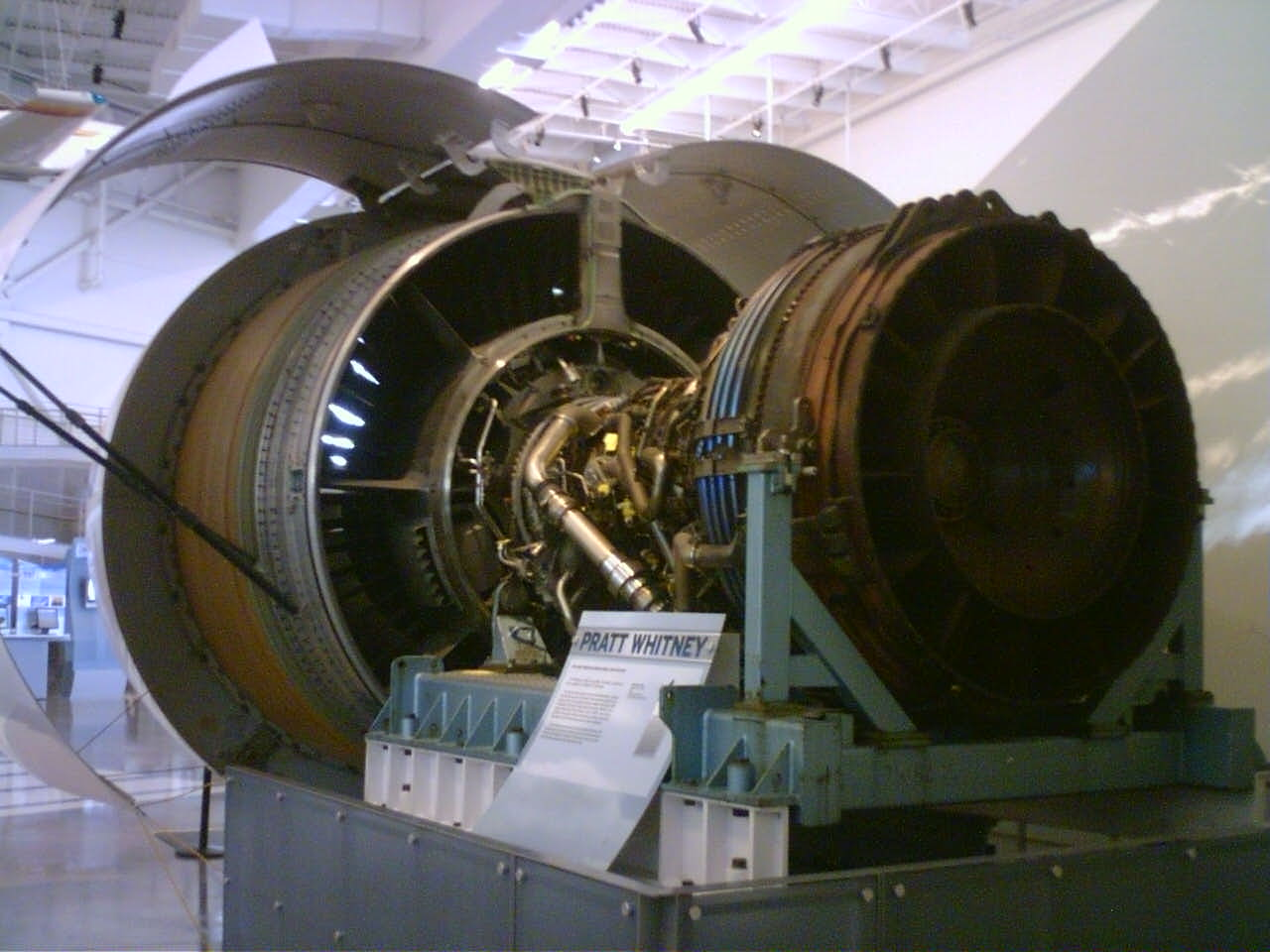
Pratt & Whitney PW4098

Die Variante PW4000-94 kommt bei den Flugzeugtypen Airbus A300-600/A310-300, Boeing 767-200/767-300/767-400ER, Boeing 747-400 und McDonnell Douglas MD-11 zum Einsatz. Der Schubbereich erstreckt sich von 52.000 bis 62.000 lbf (231 bis 283 kN).
Die Variante PW4000-100 ist eine abgeleitete Version des PW4000-94 und wurde speziell für den Airbus A330 entwickelt. Der Schubbereich reicht von 64.500 bis 68.600 lbf (287 bis 305 kN). Das PW4000-100 war das erste Triebwerk in der Luftfahrtgeschichte, welches schon vor seinem kommerziellen Einsatz die Zulassung nach den ETOPS-Regularien der ICAO erhielt. Im November 2007 startete P&W die Entwicklung der verbesserten Variante PW4000-100 Advantage70TM. Diese hat Mitte 2008 ihren Flugtest aufgenommen und soll eine Schuberhöhung von zwei Prozent und eine Kraftstoffeinsparung von einem Prozent und Einsparungen bei den Wartungskosten erreichen. Seit 2009 werden sowohl neue Triebwerke PW4170 Advantage 70 als auch Upgrades für vorhandene Triebwerke angeboten.
Die Variante PW4000-112 ist eine speziell für die Boeing 777 abgeleitete Version und verfügt über einen Schubbereich von 74.000 bis 98.000 lbf (329 bis 436 kN). Die Version mit der Verkaufsbezeichnung PW4084 war die sogenannte Launch-Engine, also das Triebwerk, welches der Erstkunde für seine Flugzeuge ausgewählt hatte. Es ging im Juni 1995 bei United Airlines in den kommerziellen Betrieb.

## Technische Daten und Versionen

### Bezeichnungssystematik der einzelnen Versionen
Der Hersteller verwendet bei der PW 4000 Serie eine vierstellige Nummerierung, um die Triebwerksversionen zu kennzeichnen. Die erste Stelle der vierstelligen Zahl bezeichnet die Serie (in diesem Fall immer 4 für 4000er Serie). Die zweite Stelle bezeichnet den Flugzeughersteller, für welches das Triebwerk zugelassen ist. Hier steht die Null für Boeing 767, 747, 777; die eins für Airbus A300, A310, A330; die vier für die MD-11. Die dritte und vierte Stelle bezeichnet den zertifizierten Schub in US-Pfund (lbf). Hierbei wird nur die Zehntausender- und Tausender-Stelle gezeigt. Beispiel: Ein PW4168 ist ein Triebwerk der 4000 Serie, welches für einen Airbus zertifiziert ist (A330) und einen zertifizierten Schub von 68.000 lbf hat.

### Technische Daten der Reihe PW4000-94"
| Modell:                                                         | PW4052/PW4152          | PW4056/PW4156          | PW4158                 | PW4060                 | PW4062                 |
| --------------------------------------------------------------- | ---------------------- | ---------------------- | ---------------------- | ---------------------- | ---------------------- |
| Fandurchmesser: 94 Inch (2,38 m)                                |                        |                        |                        |                        |                        |
| Bauart: Zweiwellen-Turbofantriebwerk                            |                        |                        |                        |                        |                        |
| Anzahl der Verdichterstufen: 1 Fan, 4 Niederdruck, 11 Hochdruck |                        |                        |                        |                        |                        |
| Anzahl der Turbinenstufen: 2 Hochdruck, 4 Niederdruck           |                        |                        |                        |                        |                        |
| Länge: 3,371 m                                                  |                        |                        |                        |                        |                        |
| Gesamtdruckverhältnis: 27–34:1                                  |                        |                        |                        |                        |                        |
| Nebenstromverhältnis: 4,8 bis 5,1                               |                        |                        |                        |                        |                        |
| Trockenmasse: 4273 kg                                           |                        |                        |                        |                        |                        |
| Startschub:                                                     | 52.000 lbf (231,30 kN) | 56.000 lbf (249,10 kN) | 58.000 lbf (257,99 kN) | 60.000 lbf (266,89 kN) | 62.000 lbf (275,78 kN) |

### Technische Daten der Reihe PW4000-100"
| Modell:                                                         | PW4164                 | PW4164C/B              | PW4168                 | PW4168A                | PW4170                 |
| --------------------------------------------------------------- | ---------------------- | ---------------------- | ---------------------- | ---------------------- | ---------------------- |
| Fandurchmesser: 100 Inch (2,54 m)                               |                        |                        |                        |                        |                        |
| Bauart: Zweiwellen-Turbofantriebwerk                            |                        |                        |                        |                        |                        |
| Anzahl der Verdichterstufen: 1 Fan, 5 Niederdruck, 11 Hochdruck |                        |                        |                        |                        |                        |
| Anzahl der Turbinenstufen: 2 Hochdruck, 5 Niederdruck           |                        |                        |                        |                        |                        |
| Länge: 4,143 m                                                  |                        |                        |                        |                        |                        |
| Gesamtdruckverhältnis: 32:1                                     |                        |                        |                        |                        |                        |
| Nebenstromverhältnis: 5,1                                       |                        |                        |                        |                        |                        |
| Trockenmasse: 5661 kg                                           |                        |                        |                        |                        |                        |
| Startschub:                                                     | 64.500 lbf (286,91 kN) | 68.600 lbf (305,14 kN) | 68.600 lbf (305,14 kN) | 68.600 lbf (305,14 kN) | 70.000 lbf (311,37 kN) |

### Technische Daten der Reihe PW4000-112"
| Modell:                                                         | PW4074                            | PW4077                            | PW4084                            | PW4090                            | PW4098     |
| --------------------------------------------------------------- | --------------------------------- | --------------------------------- | --------------------------------- | --------------------------------- | ---------- |
| Fandurchmesser: 112 Inch (2,85 m)                               | Fandurchmesser: 112 Inch (2,85 m) | Fandurchmesser: 112 Inch (2,85 m) | Fandurchmesser: 112 Inch (2,85 m) | Fandurchmesser: 112 Inch (2,85 m) | (2,87 m)   |
| Bauart: Zweiwellen-Turbofantriebwerk                            |                                   |                                   |                                   |                                   |            |
| Anzahl der Verdichterstufen: 1 Fan, 7 Niederdruck, 11 Hochdruck |                                   |                                   |                                   |                                   |            |
| Anzahl der Turbinenstufen: 2 Hochdruck, 7 Niederdruck           |                                   |                                   |                                   |                                   |            |
| Länge: 4,868 m                                                  | Länge: 4,868 m                    | Länge: 4,868 m                    | Länge: 4,868 m                    | Länge: 4,868 m                    | 4,945 m    |
| Gesamtdruckverhältnis: 34,2–38,6:1                              |                                   |                                   |                                   |                                   |            |
| Nebenstromverhältnis: 5,8 bis 6,4                               |                                   |                                   |                                   |                                   |            |
| Trockenmasse: 6768–7140 kg                                      | Trockenmasse: 6768–7140 kg        | Trockenmasse: 6768–7140 kg        | Trockenmasse: 6768–7140 kg        | Trockenmasse: 6768–7140 kg        | 7484 kg    |
| Startschub:                                                     | 77.440 lbf                        | 79.960 lbf                        | 86.760 lbf                        | 91.790 lbf                        | 99.040 lbf |